# 沙鄂·差罗如

沙鄂·差罗如

沙鄂·差罗如（Sangad Chaloryu，1915年3月4日—1980年11月23日），泰国海军上将、政治家。

## 生平
沙鄂出生于曼谷附近、素攀武里的一个贵族家庭，1939年进入泰国皇家海军学院，后毕业于美国佛罗里达州基韦斯特海军学院，是一名潜艇专家。第二次世界大战时，他在泰国海军一艘鱼雷艇上服役。战争结束后，他一级一级升上来，在1951年的一次军事政变中曾被短期监禁。
1973年11月任泰国皇家海军总司令，1975年任泰軍最高司令，1976年10月1日正式退役，10月6日經社尼·巴莫總理任命为国防部长，沙鄂以反共为名，认为社尼·巴莫政府寬容共产主义，当天就发动军事政变，组成由24名高级军官为成员的国家行政改革委员会，10月8日沙鄂提名他宁·盖威迁为总理。1977年10月20日再次发动不流血政变，推翻了他宁·盖威迁政府，并推军政府实权人物江萨·差玛南上将为总理。

## 家庭
沙鄂妻子素空在社会福利事业方面工作。